# Ocenebra minor
Ocenebra minor är en snäckart som beskrevs av Dall 1919. Ocenebra minor ingår i släktet Ocenebra och familjen purpursnäckor. Inga underarter finns listade i Catalogue of Life.